# 茶翅蝽
茶翅蝽（学名：Halyomorpha halys）为蝽科茶翅蝽屬下的一个种，身長1公分。寄主范围广泛，是危害蔬菜和水果的重要害虫。该昆虫在中国、朝鲜、韩国和日本作为本土种大量繁殖。近年入侵至北美和欧洲，2017年入侵智利。